# أوكيناوا (محافظة)
محافظة أوكيناوا (باليابانية: 沖縄県) هي أقصى محافظة يابانية جنوبية تبعد حوالي 520 كم عن جزر اليابان تتكون من جزيرة معروفة باسم ريوكيو. سلسلة الجزر أطول من 1000 كم. عاصمة أوكيناوا مدينة ناها التي تقع في منطقة جزيرة جونتو الجنوبية التي هي أكبر جزيرة في السلسلة.

## التاريخ المختصر

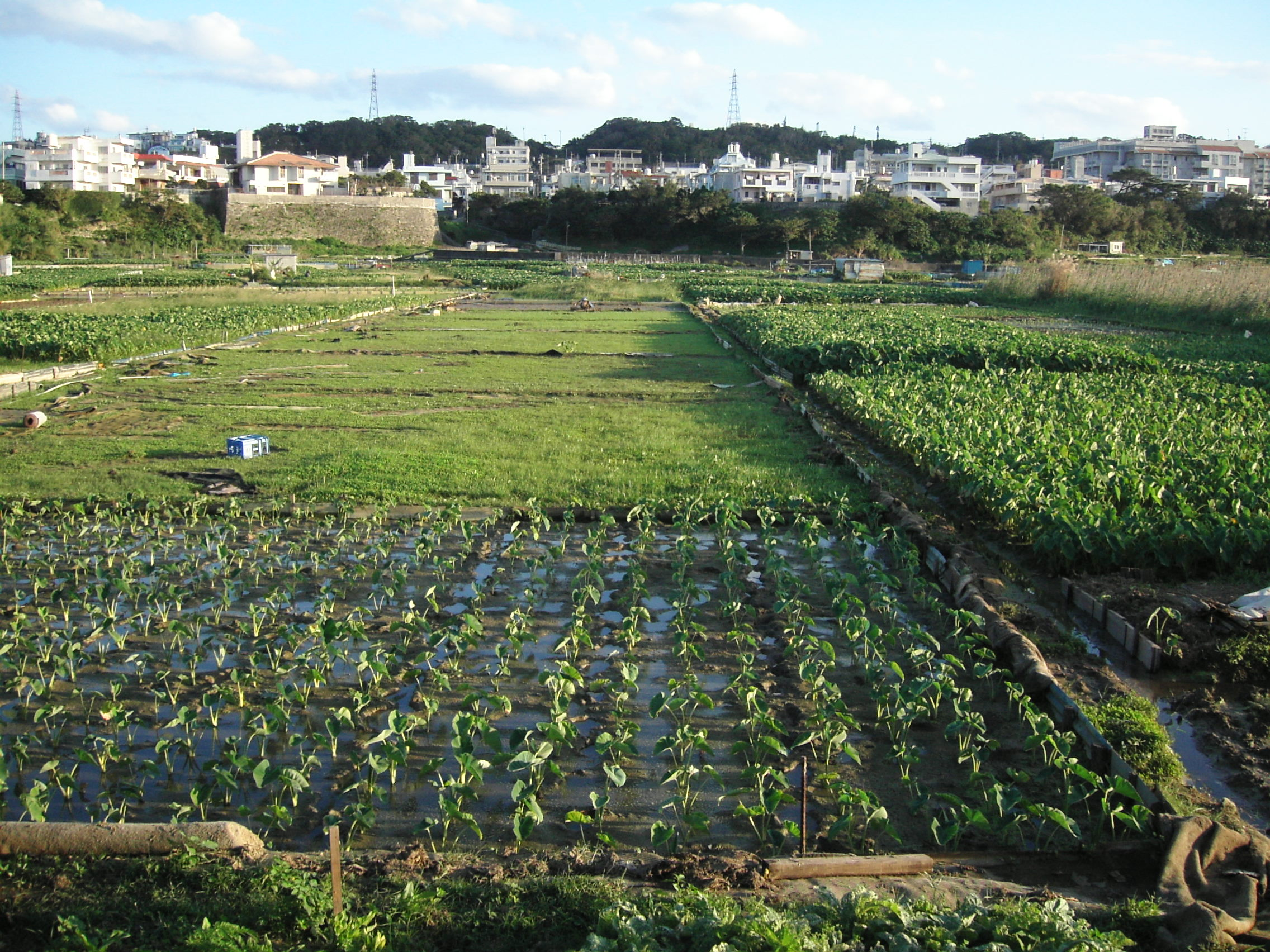
حقل القلقاس في أوياما، أوكيناوا

إن كلمة أوكيناوا ذكرت في السجلات اليابانية المدون فيها تاريخ اليابان والسجلات الصينية أيضا. كانت أوكيناوا أو جزر الريوكوفي في قديم الزمان جزر منعزلة لم يكن فيها سكان حيث يقال أن شعب الياماتو الذي سكن جزيرة كيوشو هم سكانها الأصليون، حيث هاجرو في القديم من كيوشو إلى أرخبيل ريوكيو. حكمت أوكيناوا بنظام إقطاعي صارم من قبل رجال الساموراي، وبعد فترة حكم (الإمبراطور ميجي) الذي عمل على إصلاح اليابان صادر جميع ممتلكاتهم والمناطق التي كان الساموراي يحكمونها وأنهى الإمبراطور ميجي نظام الإقطاع في جميع اليابان وجزرها وضمٌت أوكيناوا بعد أن تغير اسمها من مملكة ريوكو إلى أوكيناوا إلى اليابان رسميا.
تمتاز أوكيناوا بكونها من أكثر المناطق في اليابان التي يتواجد فيها عدد كبير من السياح لجمال مناخها الاستوائي.

### الحرب العالمية الثانية
كان غزو الجزيرة هو المرحلة الأخيرة في سبيل الإعداد لغزو الجزر اليابانية، حيث قام الجيش الأمريكي العاشر بغزو الجزيرة مدعوماً بوحدات من الأسطول الخامس الأمريكي ووصل إجمالي القوات الغازية 287 ألف جندي أمريكي وكانت القوات المدافعة عن الجزيرة تبلغ 77 ألف جندي و 20 ألف عامل وانتهت المعارك بانتصار القوات الأمريكية.
وبهذا أصبحت جزر اليابان في متناول القاذفات الأمريكية B-29 وكانت الخسائر اليابانية 110 ألف قتيل منهم مدنيين و 2016 أسير والخسائر الأمريكية حوالي 50 ألف قتيل وجريح و 30 سفينة حربية و 350 سفينة معاونة واتبع اليابانيون أسلوب الطائرات المتفجرة الانتحارية المعروف باسم (الكاميكازي).

## عمارة

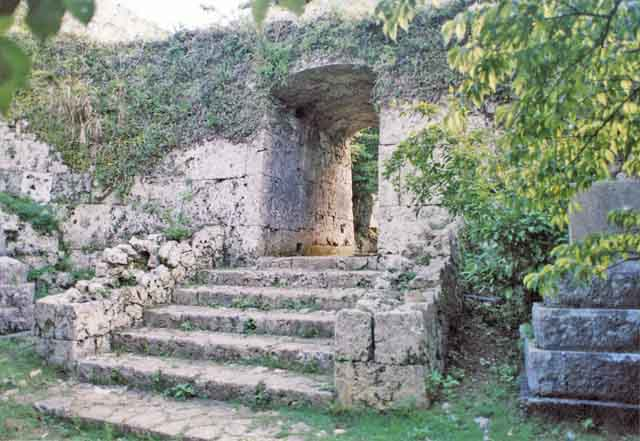
آثار موقع غوسوكو.

أوكيناوا تلك الجزيرة التي تكاد أن لا تراها على الخريطة المتناثرة على شكل جزر ممتدة من كيوشو حتى تايوان موقعها الجغرافي الممتاز ببحر الصين وفي القرب من كيوشو إلى حد كبير أدى إلى توافد هجرات كثيرة من كيوشو ومن الصين أيضا مما أدى إلى تفاوت عمراني واندماج وتأثير مدهش هناك بسبب اختلاط الثقافات وولادة ثقافة جديدة لتلك الجزيرة خاصة بها مختلفة إلى حد معقول عن سائر الجزر اليابانية بعض الشيء. يوجد في أوكيناوا العديد من مواقع غوسوكو التي كانت أصول القلاع اليابانية.

## اقرأ أيضا
- قاعدة فوتينما الجوية
- بطاقة اللغة المحلية